# Elecciones municipales de Tumbes de 1989
Las elecciones municipales de Tumbes de 1989 se llevaron a cabo el 12 de noviembre de 1989 para elegir al alcalde y al Concejo Provincial de Tumbes para el periodo 1987-1989. La elección se celebró simultáneamente con elecciones municipales en todo el país.

## Sistema electoral
La Municipalidad Provincial de Tumbes es el órgano administrativo y de gobierno de la provincia de Tumbes. Está compuesta por el alcalde y el Concejo Provincial.
La votación del alcalde y el concejo se realiza en base al sufragio universal, que comprende a todos los ciudadanos nacionales mayores de dieciocho años, empadronados y residentes en la provincia de Tumbes y en pleno goce de sus derechos políticos, así como a los ciudadanos no nacionales residentes y empadronados en la provincia de Tumbes.
El Concejo Provincial de Tumbes está compuesto por 19 regidores elegidos por sufragio directo para un período de tres (3) años, en forma conjunta con la elección del alcalde (quien lo preside). La votación es por lista cerrada y bloqueada. Se asigna a la lista ganadora los escaños según el método d'Hondt o la mitad más uno, lo que más le favorezca. Es elegido como alcalde el candidato que ocupe el primer lugar de la lista que haya obtenido la más alta votación.

## Composición del Concejo Provincial de Tumbes
La siguiente tabla muestra la composición del Concejo Provincial de Tumbes antes de las elecciones.
| Partidos | Partidos                | Regidores |
| -------- | ----------------------- | --------- |
|          | Izquierda Unida         | 11        |
|          | Partido Aprista Peruano | 8         |

## Partidos y candidatos
A continuación se muestra una lista de los principales partidos y alianzas electorales que participaron en las elecciones:
| Candidatura | Candidatura | Partidos y alianzas | Candidatos | Candidatos              | Ideología                                                        | Resultado previo | Resultado previo | Ref. |
| Candidatura | Candidatura | Partidos y alianzas | Candidatos | Candidatos              | Ideología                                                        | Votos (%)        | Reg.             | Ref. |
| ----------- | ----------- | --- | ---------- | ----------------------- | ---------------------------------------------------------------- | ---------------- | ---------------- | ---- |
|             | IU          | Lista - Izquierda Unida (IU) – Unión de Izquierda Revolucionaria (UNIR) – Unidad Democrático Popular (UDP) – Partido Comunista Peruano (PCP) – Frente Obrero Campesino Estudiantil y Popular (FOCEP) |            | Carlos Cánepa La Cotera | Marxismo-leninismo Mariateguismo Socialismo democrático          | 40.54%           | 11               |      |
|             | ASI         | Lista - Acuerdo Socialista de Izquierda (ASI) – Partido Socialista Revolucionario (PSR) – Partido Comunista Revolucionario (PCR) – Movimiento Socialista Peruano (MSP)                               |            | Fermín Morán Medina     | Mariateguismo Socialismo democrático                             | 40.54%           | 11               |      |
|             | APRA        | Lista - Partido Aprista Peruano (APRA) |            | Justo Olaya Dioses      | Aprismo                                                          | 40.08%           | 8                |      |
|             | FREDEMO     | Lista - Frente Democrático (FREDEMO) – Acción Popular (AP) – Partido Popular Cristiano (PPC) – Movimiento Libertad (Libertad)                                                                        |            | Gino Moretti Otoya      | Liberalismo económico Humanismo cristiano Conservadurismo social | 4.30%            | 0                |      |
|             | PSP         | Lista - Partido Socialista del Perú (PSP) |            | Wilson Puell Mendoza    | Socialismo democrático Mariateguismo                             | 1.31%            | 0                |      |

## Resultados

### Sumario general
| |                                       |              |              |              |           |           |
| Partidos y coaliciones                                                                                      | Partidos y coaliciones                | Voto popular | Voto popular | Voto popular | Regidores | Regidores |
| Partidos y coaliciones                                                                                      | Partidos y coaliciones                | Votos        | %            | ±pp          | Total     | +/−       |
| | Frente Democrático (FREDEMO)1         | 8,030        | 53.30        | +49.00       | 11        | +11       |
| | Partido Aprista Peruano (APRA)        | 3,821        | 25.36        | –14.72       | 5         | –3        |
| | Izquierda Unida (IU)                  | 2,441        | 16.20        | –24.34       | 3         | –8        |
| | Partido Socialista del Perú (PSP)     | 412          | 2.73         | +1.42        | 0         | ±0        |
| | Acuerdo Socialista de Izquierda (ASI) | 362          | 2.40         | Nuevo        | 0         | ±0        |
| |                                       |              |              |              |           |           |
| Total | Total                                 | 15,066       |              |              | 19        | ±0        |
| |                                       |              |              |              |           |           |
| Votos válidos                                                                                               | Votos válidos                         | 15,066       | 100.00       | +13.47       |           |           |
| Votos en blanco                                                                                             | Votos en blanco                       | 0            | 0.00         | –1.96        |           |           |
| Votos nulos                                                                                                 | Votos nulos                           | 0            | 0.00         | –11.51       |           |           |
| Votos emitidos                                                                                              | Votos emitidos                        | 15,066       | 37.35        | –44.59       |           |           |
| Abstenciones                                                                                                | Abstenciones                          | 25,275       | 62.65        | +44.59       |           |           |
| Votantes registrados                                                                                        | Votantes registrados                  | 40,341       |              |              |           |           |
| |                                       |              |              |              |           |           |
| Fuente: |                                       |              |              |              |           |           |
| Notas al pie: 1 Comparado con los resultados del Partido Popular Cristiano (PPC) en las elecciones de 1986. |                                       |              |              |              |           |           |
| Notas al pie:                                                                                               |                                       |              |              |              |           |           |
| 1 Comparado con los resultados del Partido Popular Cristiano (PPC) en las elecciones de 1986.               |                                       |              |              |              |           |           |

## Elecciones municipales distritales

### Resultados por distrito
La siguiente tabla enumera el control de los distritos de la provincia de Tumbes. El cambio de mando de una organización política se resalta del color de ese partido.
| Distrito              | Alcalde(sa) titular         | Partido político | Partido político        | Alcalde(sa) electo(a)   | Partido político | Partido político        |
| --------------------- | --------------------------- | ---------------- | ----------------------- | ----------------------- | ---------------- | ----------------------- |
| Corrales              | Idelfonso López Mezones     |                  | Partido Aprista Peruano | Orlando Quevedo Escobar |                  | Frente Democrático      |
| La Cruz               | Ronier Agurto Agurto        |                  | Izquierda Unida         | Luis Jiménez Marchan    |                  | Partido Aprista Peruano |
| Pampas de Hospital    | Juan Zapata Cornejo         |                  | Izquierda Unida         | José Castro Preciado    |                  | Izquierda Unida         |
| San Jacinto           | Emérito Zevallos Barrientos |                  | Partido Aprista Peruano | Eleodoro Porras García  |                  | Frente Democrático      |
| San Juan de la Virgen | Erasmo Peralta López        |                  | Izquierda Unida         | Ángel Casariego Panta   |                  | Frente Democrático      |